# 方耀庆
方耀庆（1996年4月20日—），中国男子田径运动员，主攻三级跳远，2023年亚洲室内田径锦标赛男子三级跳远金牌得主、2022年亚洲运动会男子三级跳远银牌得主。